# Cranichis gibbosa
Cranichis gibbosa är en orkidéart som beskrevs av John Lindley. Cranichis gibbosa ingår i släktet Cranichis, och familjen orkidéer. Inga underarter finns listade i Catalogue of Life.